# Michał Michalski (lekkoatleta)
Michał Michalski (ur. 5 kwietnia 1972) – polski lekkoatleta, specjalizujący się w biegach sprinterskich.

## Osiągnięcia
- Mistrzostwa Polski seniorów w lekkoatletyce (6 medali)
  - Kielce 1993
    - brązowy medal w sztafecie 4 × 100 m

  - Piła 1994
    - złoty medal w sztafecie 4 × 100 m
    - srebrny medal w sztafecie 4 × 400 m
    - brązowy medal w biegu na 200 m

  - Piła 1996
    - srebrny medal w sztafecie 4 × 100 m

  - Bydgoszcz 1997
    - srebrny medal w sztafecie 4 × 100 m

- Halowe mistrzostwa Polski seniorów w lekkoatletyce (1 medal)
  - Spała 1994
    - brązowy medal w biegu na 400 m

- Puchar Europy w lekkoatletyce
  - Villeneuve-d’Ascq 1995 – VII m. w sztafecie 4 × 100 m

## Rekordy życiowe
- bieg na 100 metrów
  - stadion – 10,68 (Warszawa 1995)
- bieg na 200 metrów
  - stadion – 21,14 (Mielec 1995)
- bieg na 400 metrów
  - stadion – 47,62 (Łódź 1992)